# Portiragnes
Portiragnes je obec v departementu Hérault, v regionu Languedoc-Roussillon ve Francii. Má rozlohu 20,16 km². Nejvyšší bod obce je v nadmořské výšce 41 m a nejnižší bod se nachází na pobřeží Středozemního moře. Počet obyvatel v roce 2011 byl 3202.

## Vývoj počtu obyvatel
Počet obyvatel 